# Az erdő rendeltetése
Az erdő rendeltetése a 2009. évi XXXVII. Evt. alapján:

## Az erdő rendeltetése
A fogalom meghatározás (a 2009. évi XXXVII. az erdőről, az erdő védelméről és az erdőgazdálkodásról szóló törvény szerint):
Az erdő elsődleges rendeltetése az erdőgazdálkodás hosszú távú célját határozza meg, melyet erdőrészletenként kell megállapítani.
Az erdő elsődleges rendeltetése lehet:
- védelmi,
- közjóléti,
- gazdasági.

Abban az esetben, ha az adott erdőterület több funkciót is ellát, az erdő elsődleges rendeltetés mellett további rendeltetések határozhatók meg, melyeket az erdőgazdálkodási tevékenység során az elsődleges rendeltetés mellett figyelembe kell venni.

### A rendeltetés megállapításának szempontjai
Az erdő védelmi és közjóléti rendeltetéseit az erdei életközösség adottságai, valamint a közérdekű célok együttes figyelembevételével kell meghatározni.
Új erdő telepítésekor, az erdőtelepítő javaslatának figyelembevételével - védett természeti területen lévő erdő elsődleges rendeltetése meghatározásának kivételével - az erdőtelepítési-kivitelezési terv jóváhagyásakor az erdészeti hatóság állapítja meg az erdő rendeltetését, illetve rendeltetéseit.
A természet- és környezetvédelmi, valamint egyéb védelmi szempontok megvalósítása érdekében védelmi rendeltetésű az erdő, amely különleges kezelést igényel, és ahol az erdőgazdálkodás gazdasági funkciója nem, vagy csak korlátozott mértékben érvényesül.

#### Védelmi rendeltetések
- természetvédelmi: a védett természeti területen lévő erdő;
- talajvédelmi: a meredek hegyoldalon, a sekély termőtalajon, az erodált területeken levő, valamint a víz és a szél káros hatásának kitett talajok védelmét szolgáló erdő;
- mezővédő: a szomszédos mezőgazdasági terület védelmét szolgáló erdő;
- honvédelmi: a Magyar Honvédségnek a honvédelemről és a Magyar Honvédségről szóló törvényben meghatározott feladatainak ellátását szolgáló erdő;
- határrendészeti-nemzetbiztonsági: a határrendészeti és nemzetbiztonsági érdekeket szolgáló erdő;
- vízvédelmi: a talaj vízháztartását szabályozó, a források vízbőségét és tisztaságát, a víztározóknál és egyéb víznyerőhelyeknél a víz tisztaságát, valamint a vízbázisok védelmét biztosító erdő;
- partvédelmi: az árvízvédelmi töltés hullámverés és jég elleni védelmét szolgáló erdő, a csatorna, a folyó, a tó és holtág partszakaszait védő erdő;
- vízgazdálkodási: az árvízi lefolyási sávban az árhullámok biztonságos levezetését biztosító erdő;
- településvédelmi: a települési területet védő, valamint belterületi erdő;
- tájképvédelmi: a természeti táj szépségének megőrzését vagy a tájban történt káros beavatkozás takarását szolgáló erdő;
- műtárgyvédelmi: az utak és műtárgyaik, a vonalas vízi létesítmények, a vasutak és tartozékaik védelmét, takarását, a közlekedés biztonságát szolgáló, a környezeti terhelést csökkentő erdő;
- erdészeti génrezervátum: az erdészeti szaporítóanyag-gazdálkodás biológiai alapjainak megőrzését szolgáló erdő;
- örökségvédelmi: a történelmi emlékhely területén levő, illetve a kulturális örökség védelmét szolgáló erdő;
- bányászati: a bányák biztonsági övezetében lévő, bányaszakadásos, földomlásos, földcsuszamlásos, veszélyeztetett területen lévő erdő;
- Natura 2000: a Natura 2000 területeken lévő erdő;
- erdészeti arborétum: olyan élőfa gyűjtemény, amely nem tartozik az arborétumokat meghatározó, az e törvény végrehajtására kiadott jogszabály hatálya alá.

A védett természeti területen lévő erdő természetvédelmi elsődleges rendeltetésű, amely rendeltetés a védettség fennállása alatt nem változtatható meg.
Védett természeti területen lévő erdő esetében gazdasági rendeltetések további rendeltetésként nem adhatóak.
A nem védett Natura 2000 erdők esetében a körzeti erdőterv készítése és az erdőtervek elfogadása esetén kerül megállapításra az adott erdőrészlet természetbeni állapota és a konkrét közösségi célok ismeretében, hogy a Natura 2000 erdő a meglévő elsődleges rendeltetés mellett további, vagy elsődleges rendeltetésként kerül meghatározásra.

#### Közjóléti rendeltetések
- gyógyerdő: a gyógyintézet területén, valamint annak környezetében levő erdő;
- parkerdő: a sport, turisztika és üdülés céljára kijelölt erdő;
- tanerdő: oktatási tevékenység célját szolgáló erdő;
- kísérleti erdő: az erdészeti kutatás, kísérlet céljára kijelölt erdő;
- vadaspark: az erdőben a külön jogszabály rendelkezései szerint kialakított és elkerített terület.

#### Gazdasági rendeltetések
- faanyagtermelő: a faanyagtermelést szolgáló erdő;
- szaporítóanyag-termelő: a szaporítóanyag-termelést szolgáló erdő;
- vadaskert: az intenzív vadgazdálkodásra kijelölt bekerített erdő;
- földalatti gomba termelő: földalatti gomba termelését szolgáló erdő.

Az erdő rendeltetésének, vagy rendeltetéseinek megváltoztatását az erdőgazdálkodó kérelmére, illetve közérdekből az erdészeti hatóság engedélyezi.